# 교황 아나스타시오 3세
교황 아나스타시오 3세(라틴어: Anastasius PP. III, 이탈리아어: Papa Anastasio III)는 제120대 교황(재위: 911년 4월 - 913년 6월)이다.
로마 태생으로 귀족 루치아노의 아들이다. 평판이 좋은 인물이었으나 정치적으로 혼란스러운 시기에 교황으로 선출되었는데, 당시 로마는 투스쿨룸 백작 테오필락트 1세와 그의 아내 테오도라의 강력한 영향 아래 놓여 좌우되고 있었다. 따라서 그 당시 기독교도 이들의 영향을 받지 않을 수 없었다. 아나스타시오 3세의 활동에 대한 기록은 거의 찾아볼 수가 없으며, 다만 그의 재임 시절에 롤로 치하의 노르만족이 복음화되었다는 사실만이 전해지고 있다.
아나스타시오 3세는 사후 바티칸의 성 베드로 대성전에 안장되었다.